# Phaonia sensitarsis
Phaonia sensitarsis este o specie de muște din genul Phaonia, familia Muscidae, descrisă de Barros de Carvalho în anul 1983.
Este endemică în Peru. Conform Catalogue of Life specia Phaonia sensitarsis nu are subspecii cunoscute.